# Eugenia rosariensis
Eugenia rosariensis är en myrtenväxtart som beskrevs av Attila L. Borhidi. Eugenia rosariensis ingår i släktet Eugenia och familjen myrtenväxter. Inga underarter finns listade i Catalogue of Life.